# 環形面鏡
環形面鏡是一種拋物面鏡，取決於鏡像的角度而有不同的焦距。曲率實際上就是{\displaystyle a\neq b}的橢圓。如形狀是環形，鏡像就會表現出球面像差。

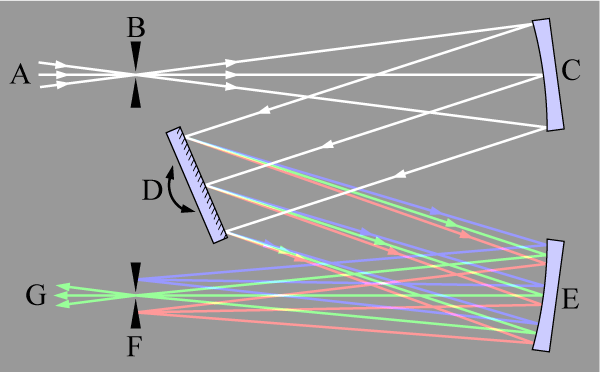
車爾-尼特納單色器的圖解。

環形面鏡使用在Yolo 望遠鏡和單色器 (圖上的C和E)。在這些設備中，光線的來源和探測器不位於面鏡的光軸上，所以使用真實旋轉拋物面會導致圖像的扭曲。

## 外部連結
- Toroidal mirrors for Yolo telescopes